# Pseudoceratina
Pseudoceratina is een geslacht van sponsdieren uit de klasse van de Demospongiae (gewone sponzen).

## Soorten
- Pseudoceratina arabica (Keller, 1889)
- Pseudoceratina durissima Carter, 1885
- Pseudoceratina purpurea (Carter, 1880)
- Pseudoceratina verrucosa Bergquist, 1995